# 55 Broadway

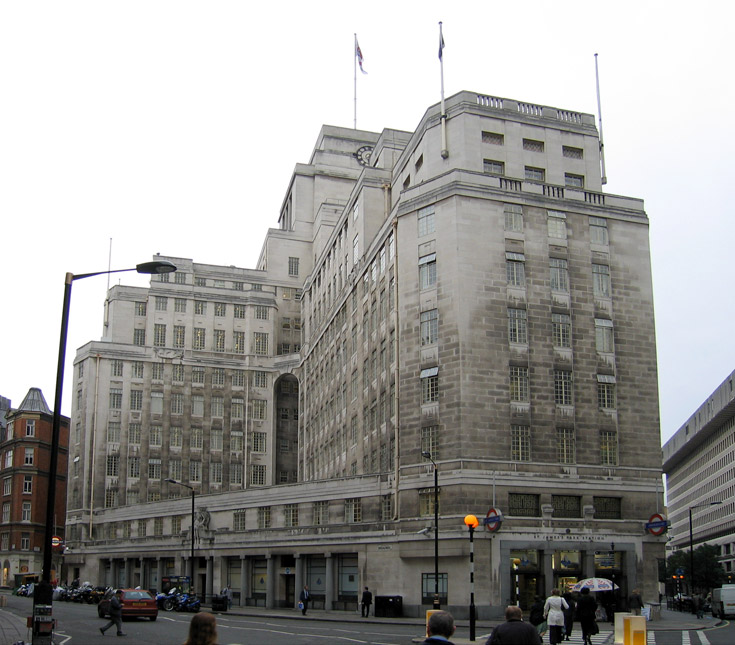
55 Broadway, Londres

55 Broadway é um notável edifício perto de Saint James's Park em Londres. Foi desenhado por Charles Holden e construído entre 1927–29. Todo o edifico assenta na estação de Saint Jame's Park, do Metropolitano de Londres.